# Gaston Litaize
Gaston Litaize (* 11. August 1909 in Ménil-sur-Belvitte (Vogesen); † 5. August 1991 in Bruyères (Vogesen)) war ein französischer Komponist, Organist und Musikpädagoge.

## Leben
Der von Geburt an blinde Gaston Litaize studierte zunächst an der Institut National des Jeunes Aveugles in Paris, später am Pariser Konservatorium bei Marcel Dupré, Georges Caussade, Henri Busser und Maurice Emmanuel. Darüber hinaus war er Privatschüler von Louis Vierne.
1938 gewann er den Zweiten großen Rompreis (Seconde Grand Prix de Rome) in Komposition, der damals erstmals einem blinden Musiker verliehen wurde.
1946 erfolgte die Ernennung zum Titularorganisten an St. François-Xavier in Paris und zum Dozent für Orgel an der Institution Nationale des Jeunes Aveugles. Er unternahm als Organist zahlreiche Konzertreisen und leitete die kirchenmusikalischen Sendungen des Französischen Rundfunks.
Gaston Litaize starb kurz vor Vollendung seines 82. Lebensjahres im August 1991 in Bruyeres (Vogesen).

## Kompositionen

### Orgel solo
- Douze Pièces (1931–1937)
- Grand-Messe pour tous les temps (1948)
- Noël basque (1949)
- Cinq Pièces liturgiques (1951)
- Passacaille sur le nom de Flor Peeters (1953)
- Vingt-quatre Préludes liturgiques für Orgel ohne Pedal (1953–1955)
- Fugue sur l'Introït; Da pacem (1954)
- Thème varié sur le nom de Victor Gonzales (1957)
- Messe basse pour tous les temps (1959)
- Messe de la Toussaint (1964)
- Prélude et danse fuguée (1964)
- Epiphanie (1984)
- Deux Trios (1984):
  - Divertissement à trois
  - Pièce en trio
- Arches - Fantaisie (1987)
- Suite en forme de Messe (1988)
- Reges Tharsis - Méditation sur l'offertoire de l'Epiphanie
- Offerte vobis pacem (1991)
- Diapason - Fantaisie sur le nom de Jehan Alain (1990)

### Orgel und andere Instrumente
- Passacaille - für Orgel und Orchester (1947)
- Cortège - für 3 Trompeten, 3 Posaunen und Orgel (1951)
- Pentecôte - Triptyque, für zwei Orgeln (1984):
  - Vigile
  - Nocturne
  - Séquence
- Diptyque - für Oboe und Orgel:
  - Andantino
  - Scherzo
- Triptyque - für Horn und Orgel
- Sonate à deux - für Orgel zu vier Händen

### Andere Kompositionen
- Récitatif et thème varié - für Klarinette und Klavier (1947)
- Missa solemnior - für vier gemischte Stimmen und Orgel (1954)
- Missa Virgo gloriosa - für Sopran-, Tenor- und Bass-Stimmen und Orgel (1959)
- Magnificat - für sechs gemischte Stimmen, Gemeinde und Orgel (1967)

## Bibliographie
- Durand, Sébastien: Gaston Litaize (1909-1991): un vosgien aux doigts de lumière. Metz: Serpenoise, 1996. ISBN 2-87692-314-9.
- "Gaston Litaize." L'Orgue: Cahiers et memoirs No. 34 (1985). Paris: Association des Amis de l'Orgue, 1985.
- Sabatier, François: "Gaston Litaize", in Guide de la musique d’orgue, herausgegeben von Gilles Cantagrel. Paris: Fayard, 1991: 528–530.